# Vergine dei Rimedi

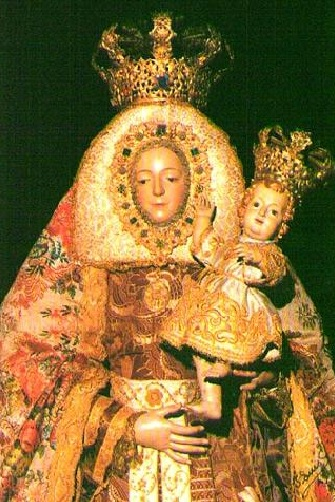
Vergine dei Rimedi nella Cattedrale de La Laguna

La Vergine dei Rimedi è una devozione mariana venerata nella Cattedrale di Nostra Signora dei Rimedi a Tenerife (Isole Canarie, Spagna). La Vergine dei Rimedi è la Patrona della Diocesi di San Cristóbal de La Laguna, ed è anche la patrona della città di San Cristóbal de La Laguna e dell'isola di Tenerife. L'immagine è stata incoronata canonicamente nel 1997.

## Storia
Non si conosce l'origine esatta e l'autore della scultura; si ritiene possa essere arrivata da Siviglia, ma altri ritengono più probabile una sua origine nordeuropea, al tempo della Riforma protestante. Tuttavia, altri ricercatori sostengono che l'immagine sia stata fatta nell'isola di Tenerife stessa, tanto da essere indicata come la prima opera d'arte religiosa creata a Tenerife.
L'immagine della Vergine dei Rimedi è datata al 1500 e ha conosciuto una grande devozione nel corso del XVII secolo e del XVIII secolo. Nell'isola erano comunque già venerati la Vergine della Candelaria e il Cristo de La Laguna. Nel 1819, una bolla di papa Pio VII ha dichiarato la Vergine dei Rimedi patrona della Diocesi di San Cristóbal de La Laguna, chiamata anche Diocesi di Tenerife (che comprende la provincia di Santa Cruz de Tenerife).
Inizialmente l'immagine della Vergine non comprendeva il Bambino Gesù, che è stato aggiunto successivamente, nel secolo XVIII. L'immagine assume il titolo di "Santa Maria de los Remedios" il 21 aprile 1515, dopo la creazione della cappella originale in parrocchia. Nella diffusione della devozione mariana nel Medioevo ha avuto un ruolo significativo l'Ordine della Santissima Trinità, una congregazione fondata da san Giovanni de Matha e san Felice di Valois, e approvato da papa Innocenzo III.

## Devozione
La processione si svolge ogni 8 settembre, giorno della Natività di Maria Vergine, è percorre le vie nei pressi della cattedrale, dopo la Messa solenne celebrata dal vescovo di Tenerife. In questi giorni viene celebrato un triudo solenne in onore della Vergine.